# Arctella
Arctella là một chi nhện trong họ Dictynidae.